# Kilwa Kisiwani
Kilwa Kisiwani, també Kilwa Kisawani, és una illa de Tanzània a la costa del districte de Kilwa.
Al segle xi, l'illa de Kilwa fou venuda pel cap local a un comerciant persa de nom Ali bin Al-Hasan, que va fundar l'illa i el Soldanat de Kilwa. Un document trobat a Oman, datat vers 1200, esmenta al-Maqama al Kilwiyya i explica com es tractava de convertir els habitants de l'illa a l'ibadisme després de passar al xiisme per causa d'una missió enviada des de l'Iraq. Al segle xii, sota la dinastia Mahdali, era la ciutat més poderosa de la costa africana oriental i va arribar al cim al segle xv, quan dominava sobre Malindi, Mombasa, Illa de Pemba, Zanzíbar, Mafia, les Comores, la costa de Moçambic, Sofala i alguns ports del canal de Madagascar. Abu Abdullah Ibn Battuta va visitar l'illa vers 1330, i va comentar favorablement la humilitat i religiositat del seu governant, el soldà al-Hasan ibn Sulaiman. En aquest temps, fou quan s'hi va construir el palau d'Husuni Kubwa i gran part de la gran mesquita de Kilwa.
Al final del segle xv, van arribar-hi els portuguesos. Vasco de Gama va demanar tribut i, el 1505, Francisco de Almeida va ocupar l'illa, que va restar portuguesa fins al 1512, quan fou capturada per un mercenari àrab i va retornar a ser una ciutat pròspera sota una nova dinastia. El 1784, va caure en mans de la dinastia omanita dels Al-Busaid, i quedà en la partició en mans del soldans de Zanzíbar. Al segle xix, els francesos van construir una fortalesa al nord de l'illa, però la ciutat fou abandonada vers 1845. El 1886, fou declarada possessió alemanya (Àfrica oriental alemanya) i Zanzíbar hi va acabar renunciant. El 1918, va passar formalment als britànics, que la l'havien ocupada el 1916.
L'illa fou excavada als anys cinquanta. El 1981, fou declarada Patrimoni de la Humanitat. L'erosió i la vegetació han provocat un ràpid deteriorament dels principals monuments, com la gran mesquita i el palau Mkutini. La part oriental del palau està desapareixent i els danys causats al sòl per les pluges amenacen d'ensorrar-lo. La vegetació ha limitat els efectes de les pluges, però trenca les estructures de rajola. El 2008, fou inclosa en la llista dels 100 llocs Patrimoni de la Humanitat en més perill. Unes cinc mesquites dels segles xiv i xv, en ruïnes, estan cobertes de manglars.